# Burg Bachem

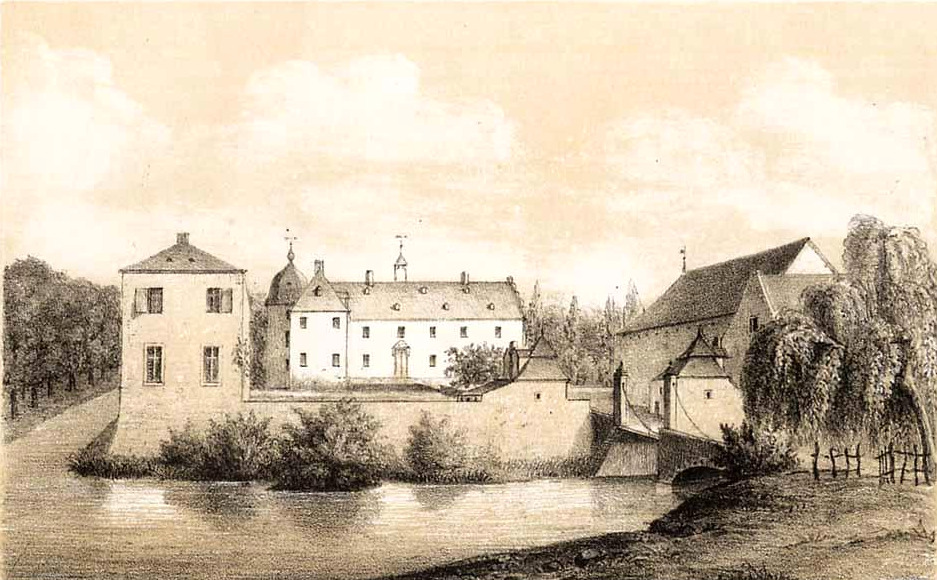
Burg Bachem um 1855

Die Burg Bachem, auch Schloss Bachem genannt, ist eine ehemalige Wasserburg im Frechener Stadtteil Bachem (Schloßstraße 8) im Rhein-Erft-Kreis in Nordrhein-Westfalen.

## Geschichte
Im Mittelalter gehörte Oberbachem mit der Burg Bachem und Unterbachem mit Hemmerich zu verschiedenen Territorien, dem Herzogtum Jülich und Kurköln. 
Die Burg wurde vermutlich Anfang des 13. Jahrhunderts oder früher gegründet, worauf die Fundamente eines Wohnturms von 1250 hinweisen, der aus einer frühen römischen Wasserleitung erbaut wurde. 1583 wurde die Burg zerstört.
Nach dem Dreißigjährigen Krieg wurde der Turm und der Südflügel wieder aufgebaut, die dreibogige Brücke errichtet und 1705 der Nordflügel wieder aufgebaut.
Im 18. Jahrhundert war die Burg im Besitz des Freiherrn Antonius von Geldern und 1836 erwarb Franz Egon von Fürstenberg-Stammheim die Burg und sanierte das Anwesend weitreichend.

## Beschreibung

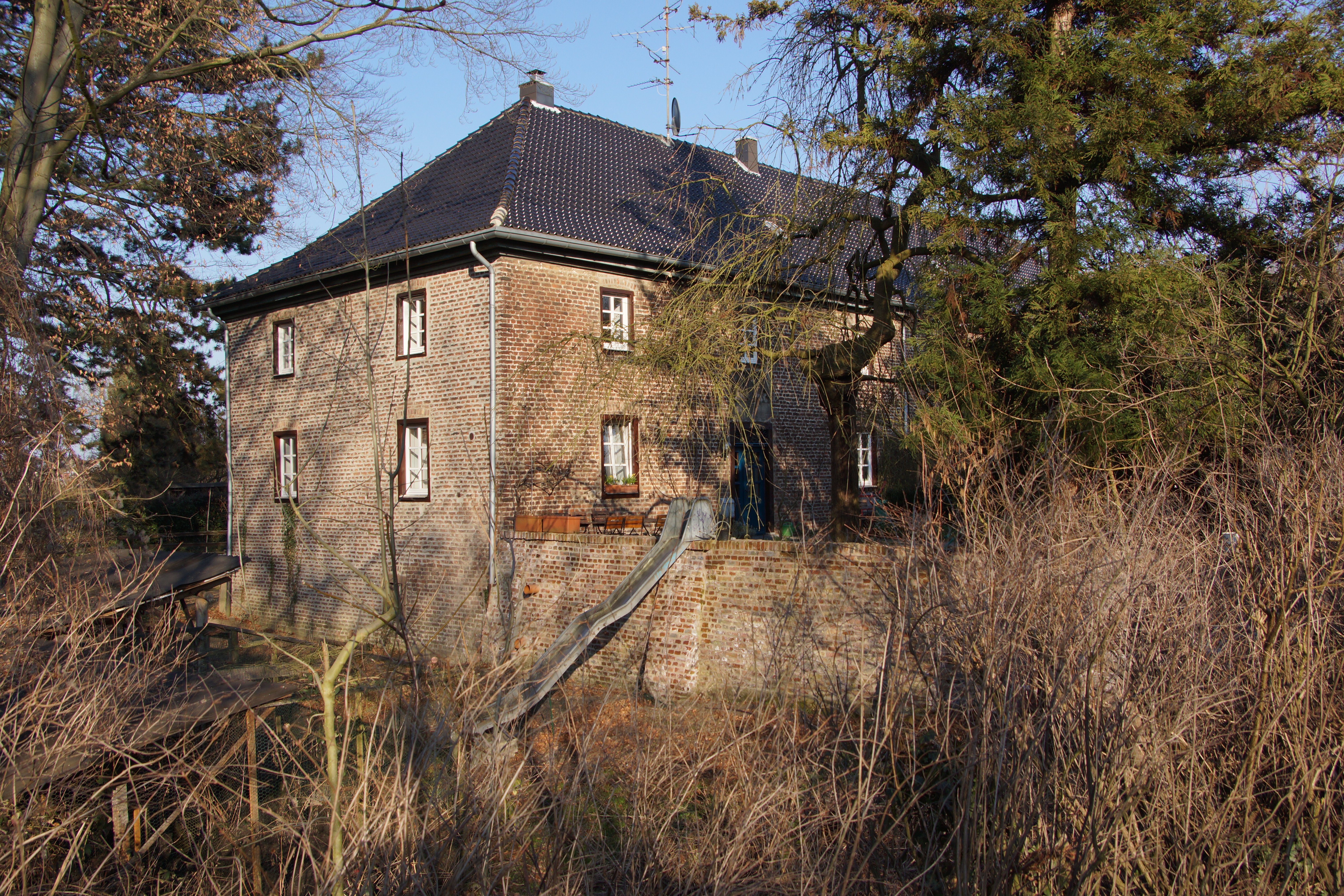
Vorburg

Die Wasserburg, deren Fundamente auf Holzpfählen stehen (ähnlich wie in Venedig), ist zweigeteilt in eine Haupt- und eine Vorburg, umgeben von einem zum Teil wieder geflutetem Wassergrabensystem. Außer dem romanischen Backstein-Burghaus stammen die erhaltenen Bauten aus dem 17. bis 18. Jahrhundert. Von 1973 bis 1978 wurde die Hauptburg weitgehend saniert, ist wieder im Privatbesitz der Freiherren von Fürstenberg und wird bewohnt. Bis 2018 wurden bei einem Umbau sieben Wohnungen erstellt, von denen sechs vermietet werden und eine vom Eigentümer bewohnt wird.